# Iglesia de San Miguel (Bouzas)
La Iglesia de San Miguel de Bouzas es un templo cristiano construido en la segunda mitad del siglo XVI y reedificado en el siglo XVII que se encuentra en el barrio de Bouzas en Vigo, pegada a la playa del Adro, antiguamente una pequeña península que entraba en el mar, hoy en día perdida con el relleno. A pocos metros también se encuentra la famosa pérgola de Jenaro de la Fuente Álvarez.

## Descripción
Se trata de un edificio realizado en cantería de granito gallego con una planta rectangular y con un ábside semicircular y cubierta a dos aguas. La torre-campanario se sitúa a un lado de la fachada. En el exterior aparece el escudo de armas de la familia Peña y de la familia Correa, y precisamente fue el capitán Álvaro Correa, el que a mandó construir la iglesia en 1596. También aparece en uno de los laterales una vitrina con la imagen de San Miguel. La puerta de entrada se arregla con un arco de vuelta perfecta y un frontón triangular rematado con tres pináculos. Por encima de la puerta el muro posee un vano en forma de óculo que permite la entrada de luz al interior do templo. El interior es simple, sobresalen las imágenes del Cristo de los Afligidos o la del Paso de la pesca milagrosa.

## Historia
Se dice que ya existía una capilla en el lugar en el año 1371, cuando Henrique II de Trastámara, concedió el privilegio sobre Bouzas, la mitra de Tui. Existen también documentos de los años 1400 de que el cabido de Tui que se trasladó a Bouzas por motivo de la peste. Ya en el siglo XVI la población de Bouzas crece mucho, para poder asistir a los actos religiosos tenían que trasladarse a la parroquia de San Martiño de Coia. Es cuando en el año 1542, los propios habitantes de Bouzas le sugirieron al prelado Diego Muñoz de construir una iglesia con cementerio bajo la advocación de San Miguel.
En 1589 los corsarios ingleses, capitaneados por Francis Drake arrasan Lisboa, Vigo y Bouzas, destruyendo totalmente la iglesia. En 1596, el capitán Álvaro Correa ordena su reconstrucción en la zona del Crucero Viejo, una pequeña península al lado de la playa. De esta iglesia aún hoy podemos observar el ábside, la sacristía, la primera arcada y la entrada lateral. En el siglo XVII la iglesia fue bombardeada desde el mar en varias ocasiones por navíos extranjeros. Se reedifica en 1697 por Manuel Troncoso de Ojea y su hermana Isabel; en el interior aún se pode observar un medallón que referencia este hecho, la iglesia también guardó parte de los tesoros de la Batalla de Rande. En este recorrido de los siglos fue agrandándose y modificándose, más la estructura principal sigue siendo la original del siglo XVI.

## Galería de imágenes
|                   |
| Fachada y puerta. |

|                 |
| Desde la playa. |

|                              |
| Placa a los muertos del mar. |

|                                            |
| Imagen de San Miguel en una urna del muro. |

|                        |
| Lateral de la iglesia. |